# James Barry (médecin)
Pour les articles homonymes, voir James Barry et Barry.
James Miranda Stuart Barry, né Margaret Ann Bulkley vers 1789-1799 à Belfast ou Cork, et mort le 25 juillet 1865 à Londres, est un chirurgien militaire de l'armée britannique. Il sert en Inde et au Cap, en Afrique du Sud et atteint le grade d'inspecteur général chargé des hôpitaux militaires à la fin de sa carrière.
Durant ses missions, Barry améliore non seulement les conditions des soldats blessés, mais aussi celles des habitants indigènes. Il est également le premier chirurgien britannique à pratiquer une césarienne en Afrique sans mener à la mort ni de l'enfant ni de la mère.
Bien que le sexe attribué à la naissance de Barry soit féminin et qu'il soit élevé comme une fille,, nommée Margaret Ann Bulkley, il est connu en tant qu'homme et a vécu sa vie d’adulte en tant que tel. Barry est considéré comme la première femme médecin britannique.

## Biographie

### Jeunesse
Sa biographie est mal connue et sujette à de nombreux mythes et spéculations. Dans sa recherche détaillée sur la jeunesse de Barry, Michael du Preez déclare que Barry est né à Cork en 1789, en se basant sur une lettre de Mme Bulkley datée du 14 janvier 1805 dans laquelle elle écrit que son enfant a quinze ans. Cette date figure également dans le Dictionary of National Biography. D'autres sources indiquent des années de naissance plus tardives, telles que 1792, et 1795,, mais celles-ci sont presque certainement le résultat du besoin de Barry de mentir sur son âge dans des documents officiels afin de passer pour un jeune homme.
James Barry est le deuxième des trois enfants de Jeremiah et Mary-Ann Bulkley, il est nommé Margaret Ann à la naissance. James Barry, peintre et professeur de peinture irlandais à l'Académie royale de Londres, est son oncle. Le père, Jeremiah, est propriétaire d'un commerce mais, détenu à la prison de Dublin, il laisse Mary-Ann Bulkley et Margaret sans moyens de subsistance, tandis que leur frère aîné John se marie. Des lettres indiquent qu'en cette période financièrement difficile, un accord est établi entre Mary-Ann Bulkley, des amis de son frère et leur notaire afin que Margaret puisse intégrer l'école de médecine.
Une note d'un notaire indique que Mary-Ann et Margaret Bulkley voyagent jusqu'à Édimbourg par la mer à la fin du mois de novembre 1809. Une lettre envoyée le 14 décembre à ce même notaire demande, au nom d'un certain James Barry, de lui faire suivre son courrier auprès de sa mère Mary-Ann, qu'il nomme sa tante. Il y mentionne qu'il « serait très utile que Mrs Bulkley ([sa] tante) ait un gentleman pour prendre soin d'elle à bord et avoir quelqu'un à ses côtés dans ce pays étrange », indiquant ainsi que Margaret aurait endossé une identité masculine, sous le nom de « James Barry », avant d'embarquer pour Édimbourg. Bien que la lettre en question soit signée par Barry, la mention « Miss Bulkley, 14 décembre » figure au dos de l'enveloppe.

### Formation
En 1809, James Barry commence ses études à l'University of Edinburgh Medical School en littérature et en médecine et obtient son doctorat en médecine en 1812. De retour à Londres, en tant qu'élève au Guy's Hospital ainsi qu'au St Thomas' Hospital, Barry réussit son examen auprès du Collège royal de chirurgie le 2 juillet 1813.

### Carrière
James Barry est engagé comme assistant auprès de l'armée britannique le 6 juillet 1813, à Chelsea puis à l'Hôpital royal militaire de Plymouth, où il est promu assistant en chirurgie. Il aurait peut-être servi lors de la bataille de Waterloo. Il sert en Inde ainsi qu'en Afrique du Sud. Il arrive au Cap entre 1815 et 1817.
Il devient ensuite inspecteur médical pour la colonie. Durant son séjour, il améliore l'adduction d'eau de la ville du Cap, et effectue une des premières césariennes réussies. Il se fait des inimitiés en critiquant la manière dont sont gérées les questions médicales locales. Il est connu pour ses opinions franches et pour sa relation avec le gouverneur, Lord Charles Somerset, soupçonné d'homosexualité.
James Barry quitte Le Cap en 1828 à destination de l'île Maurice, de Trinidad et Tobago et de l'île de Sainte-Hélène. Il sert également à Malte, Corfou, en Crimée, en Jamaïque et, en 1831, au Canada. Il atteint le grade d'inspecteur général auprès de l'armée. Cependant, il est arrêté sur l'île de Sainte-Hélène en raison de problèmes de politique interne de l'île, et rétrogradé au sein de l'équipe de chirurgie de l'armée. Il part pour les Indes occidentales en 1838, où il se concentre sur la pratique de la médecine et l'amélioration des conditions de vie des troupes. Il est promu Principal Medical Officer (« Principal officier médical »). Il contracte en 1845 la fièvre jaune et doit alors retourner en Grande-Bretagne.
Il est envoyé à Malte en 1846, où il doit faire face à une épidémie de choléra, qui se serait achevée en 1850. Il part à Corfou en 1851 avec le grade de Deputy Inspector-General of Hospitals (« Inspecteur général adjoint des hôpitaux »). Durant la guerre de Crimée (1854–1856), Barry et Florence Nightingale ont une dispute. Il part en 1857 au Canada comme inspecteur général des hôpitaux ; il s'occupe d'améliorer l'hygiène publique, la nourriture et les soins médicaux des prisonniers et des lépreux, ainsi que des soldats et de leurs familles.

### Retraite et mort
Il prend sa retraite en 1864 et retourne en Angleterre. Il y meurt de dysenterie le 25 juillet 1865 et est enterré au cimetière de Kensal Green à Londres, sous le nom de James Barry et avec la mention de son rang militaire sur sa tombe.
Sophia Bishop, la personne chargée de préparer le corps de James Barry, révèle qu'il s'agit de celui d'une femme après les funérailles. La situation est abordée dans des lettres échangées entre Georges Graham, du General Register Office et le major D. R. McKinnon, le médecin de James Barry, qui a déclaré la mort de Barry et l'a déclaré comme homme à sa mort :

« Monsieur,
Il m'a été rapporté que l'Inspecteur général le Dr James Barry, mort au 14 Margaret Street le 25 juillet 1865, se trouvait en fait être une femme. Puisque que vous avez fourni le certificat de décès, je prends la liberté de vous demander si ce que j'ai entendu est vrai, et si vous aviez établi qu'il s'agissait d'une femme et apparemment d'une mère ? »

— Georges Graham

« Monsieur,
J'ai été un proche de ce docteur depuis de nombreuses années, à la fois à Londres et en Indes occidentales et je n'ai jamais eu un doute sur le fait que le Dr Barry était une femme. Je l'ai soigné durant ses dernières maladies (pour bronchite, puis diarrhée). Une seule fois, après la mort du Dr Barry, au bureau de Sir Charles McGregor, la femme qui devait réaliser l'office attendait pour me parler. Elle souhaitait obtenir des informations sur son emploi, étant donné que la femme qui servait le Dr Barry avait refusé de lui en donner. Parmi d'autres choses, elle m'a dit que le Dr Barry était une femme, et que j'étais un sacré docteur pour ne pas le savoir et qu'elle ne voudrait jamais se faire soigner par moi. Je l'ai informée que cela ne me concernait pas si le Dr Barry était un homme ou une femme, et que je pensais qu'il aurait pu être ni l'un ni l'autre, c'est-à-dire un homme imparfaitement développé. Elle m'a alors dit qu'elle avait examiné le corps, qu'il s'agissait parfaitement d'une femme et même qu'il y avait des signes qu'il ait très jeune eu un enfant. Je lui ai alors demandé comment elle en était arrivée à cette conclusion. La femme a pointé la partie basse de son estomac et a dit « à partir des marques là. Je suis une femme mariée et la mère de neuf enfants, je devrais le savoir. »
La femme semblait penser qu'elle avait découvert un important secret et voulait de l'argent pour le garder. Je l'ai informée que les proches du Dr Barry étaient morts, qu'il n'y avait pas de secret pour moi, et que selon ma propre impression, le Dr Barry était un hermaphrodite. Mais que le Dr Barry soit un homme, une femme ou un hermaphrodite, je l'ignore, et peu importe puisque je peux positivement jurer que ce corps était bien la personne que j'ai connue comme Inspecteur général pendant plusieurs années. »

— D.R. McKinnon
Les archives de l'armée furent scellées pour cent ans et ce n'est que dans les années 1950 que l'historienne Isobel Rae y a eu accès. Elle conclut que le Dr Barry est une nièce du peintre James Barry.

## Genre et identité
Dans une lettre reprochant à John Buckley, le frère aîné de Barry, d'avoir abandonné ses études de droit pour l'armée, Barry, alors âgé de 19 ans, écrit : « Si je n'étais pas une fille, je serais un soldat ! »
L'intérêt de Barry pour la médecine fut probablement encouragé par les amis libéraux du peintre James Barry, et juste avant de se rendre à Édimbourg pour s'inscrire en 1809 en tant qu'étudiant en médecine, Barry prit une identité masculine. Sa petite taille, sa carrure fine, sa voix aiguë et ses traits délicats amenèrent son entourage à soupçonner que Barry n'était pas un homme mais un garçon pré-pubère. Cette identité fut maintenue à travers sa formation chirurgicale et son recrutement dans l'armée britannique qui, au niveau des officiers, ne nécessitait alors pas d'examen médical.
Lors de sa première affectation à l'étranger au Cap, en Afrique du Sud, Barry devint un ami proche du gouverneur, Lord Charles Somerset, et de sa famille. Il a été suggéré que Lord Charles avait découvert le secret du Dr Barry et que cette relation était plus qu'une simple amitié. Leur proximité donna lieu à des rumeurs et finalement à une brève accusation apparaissant sur un poteau de pont au Cap le 1er juin 1824, l'auteur affirmant qu'il avait « détecté Lord Charles en train de baiser le Dr Barry », ce qui  donna lieu à un procès et à une enquête[réf. nécessaire], l'homosexualité étant à l'époque strictement illégale. Malgré ces allégations, si Somerset eut connaissance du sexe de Barry, il ne l'a pas révélé.
Malgré ses efforts pour paraître masculin, la plupart des témoignages commentent l’aspect efféminé de Barry — il avait cependant la réputation d'être un homme sans tact, impatient, ergoteur et obstiné, mais on considérait également qu'il avait un bon contact avec les malades et ses compétences professionnelles étaient reconnues.

Pendant la guerre de Crimée, Barry se disputa avec Florence Nightingale. Après la mort de Barry, celle-ci écrit ceci : 
Je n'ai jamais eu un tel niveau de canaillerie de toute ma vie — moi qui en ai eu plus que n'importe quelle femme — que venant de ce Barry assis sur son cheval, alors que je traversais la place de l'Hôpital avec seulement ma casquette au soleil. « Il » me garda debout au milieu d'une foule de soldats, de commissaires, de serviteurs, de sympathisants du camp, etc., etc., qui se comportaient tous comme des gentlemen pendant les réprimandes que je recevais tandis qu'« elle » se comportait comme une brute. Après sa mort, on m'a dit qu'« il » était une femme. […] Je dois dire qu'« elle » était la créature la plus endurcie que j'aie jamais rencontrée.
Barry n'autorisait jamais personne à entrer dans sa chambre pendant qu'il se déshabillait, et répéta l'instruction selon laquelle « en cas de décès, des précautions strictes devraient être prises pour empêcher tout examen de sa personne » et que son corps devrait être « enterré dans les draps sans autre inspection ». Cette volonté ne fut pas exactement respectée, et, lorsqu’il fut affirmé que le docteur Barry était de sexe féminin, l'armée préféra ne pas ébruiter l'affaire. Son dossier fut mis sous scellés jusqu'en 1950, et les honneurs militaires lui furent refusés.

## Controverse
A. K. Kubba suggère que Barry a pu être une personne intersexe et non pas une femme à la naissance. Un autre biographe, Holmes, aborde cette possibilité, mais exprime sa surprise que ce soit une question qui semble poser problème à tant de personnes. Le postulat selon lequel Barry était intersexe a été critiqué pour des raisons à la fois biologiques, sociales et historiques (il est assez souvent arrivé dans le passé que des femmes se travestissent en homme pour pouvoir mener une vie libre et échapper à la condition à laquelle les contraignait la société). L'opinion de Kubba a été considérée comme reposant sur des preuves très minces, et dans une recension fondée sur l'ouvrage d'Holmes, Lourdon rejette la possibilité que Barry ait pu être intersexe.
L'éventualité de son intersexuation a été considérée par certains théoriciens LGBT et féministes comme une tentative de lui accoler des caractéristiques cis masculines pour écarter la possibilité qu'une femme ou qu'un homme transgenre ait pu tant accomplir,. Un point de vue alternatif à la vision plus biologique consiste à dire que ne pas avoir d'identité sexuelle permet une sorte de « résistance au genre ».

## Postérité
- Marleen Gorris dirige en 2007 Heaven and Earth, un film sur James Miranda Barry[16].
- James Barry figure sous le nom de Miranda Stuart parmi les 1 038 femmes mentionnées sur l'installation de l'artiste féministe Judy Chicago The Dinner Party, aujourd'hui exposée au Brooklyn Museum. Cette installation se présente sous la forme d'une table en triangles, de 13 convives par côté, chaque convive étant une femme, figure historique ou mythique[34].
- Un roman écrit par Sylvie Ouellette sous le titre Le secret du docteur Barry est édité en 2012 par les éditions De Borée.
- Isabelle Bauthian (scénario) et Agnès Maupré (dessin), La vie mystérieuse, insolente et héroïque du Dr. James Barry, Steinkis, 2020 (ISBN 978-2368462492), une bande dessinée.
- Ellen J. Levy s’inspire de la vie réelle du Dr James Miranda Barry dans le roman Le médecin de Cape Town[35].